# 용못

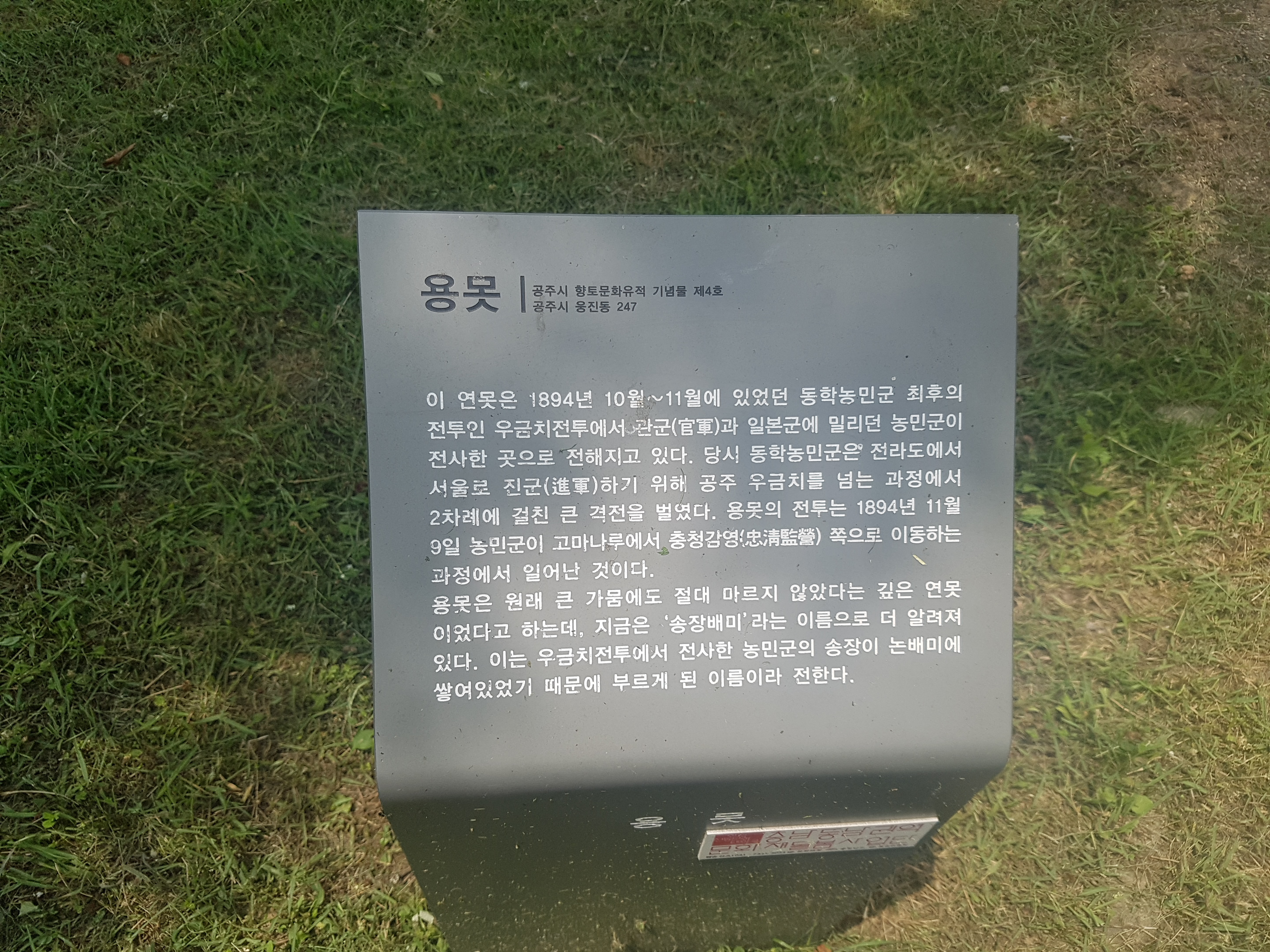
공주우금티용못20200628_130309.jpg

용못은 대한민국 충청남도 공주시 웅진동에 있다. 1997년 6월 5일 공주시의 향토문화유적 제4호로 지정되었다.